# Discografie van Stevie Wonder

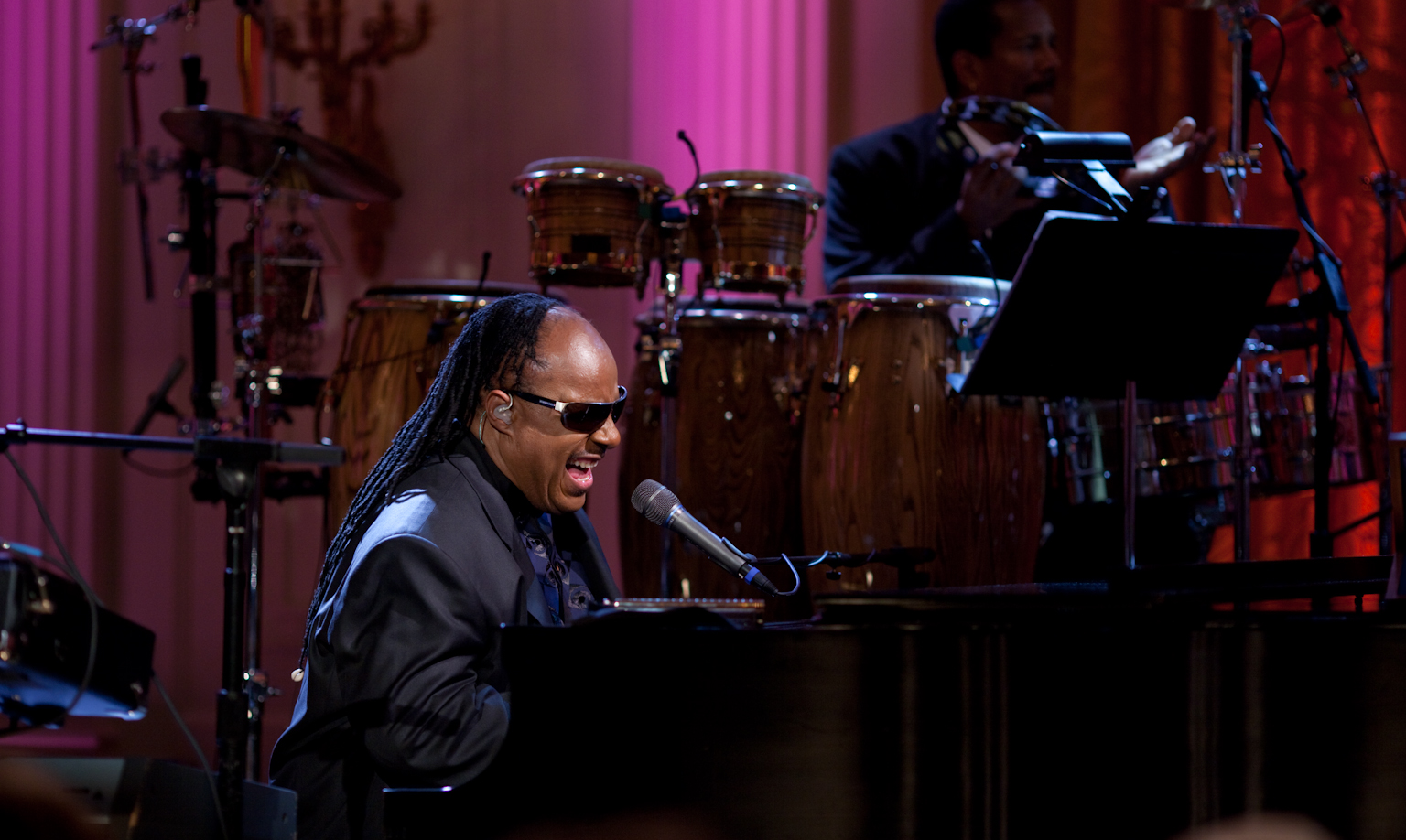
Stevie Wonder tijdens een optreden in het Witte Huis op 25 februari 2009.

De discografie van Stevie Wonder omvat drieëntwintig studioalbums en bijna honderd singles. Zijn debuutalbum werd in 1962 uitgegeven en Wonders laatste album dateert uit 2005. Naast zijn werk als soloartiest heeft Wonder veel met anderen samengewerkt.

## Discografie

### Albums
| Titel                                     | Jaar | Soort           | Serienummer                           |
| ----------------------------------------- | ---- | --------------- | ------------------------------------- |
| The Jazz-Soul of Little Stevie            | 1962 | studioalbum     | Tamla 233                             |
| Tribute to Uncle Ray                      | 1962 | studioalbum     | Tamla 232                             |
| Recorded Live - The 12 Year Old Genius    | 1963 | livealbum       | Tamla 240                             |
| With a Song in My Heart                   | 1963 | studioalbum     | Tamla 250                             |
| Stevie at the Beach                       | 1964 | studioalbum     | Tamla 255                             |
| Uptight                                   | 1966 | studioalbum     | Tamla 268                             |
| Down to Earth                             | 1966 | studioalbum     | Tamla 272                             |
| I Was Made to Love Her                    | 1967 | studioalbum     | Tamla 279                             |
| Someday at Christmas                      | 1967 | studioalbum     | Tamla 281                             |
| Stevie Wonder's Greatest Hits             | 1968 | compilatiealbum | Tamla 282                             |
| Eivets Rednow                             | 1968 | studioalbum     | Gordy 932                             |
| For Once in My Life                       | 1968 | studioalbum     | Tamla 291                             |
| My Cherie Amour                           | 1969 | studioalbum     | Tamla 296                             |
| Live at the Talk of Town                  | 1970 | livealbum       | Tamla 298                             |
| Stevie Wonder Live                        | 1970 | livealbum       | ?                                     |
| Signed, Sealed & Delivered                | 1970 | studioalbum     | Tamla 304                             |
| Where I'm Coming From                     | 1971 | studioalbum     | Tamla 308                             |
| Stevie Wonder's Greatest Hits             | 1971 | compilatiealbum | Tamla 313                             |
| Music of My Mind                          | 1972 | studioalbum     | Tamla 314                             |
| Talking Book                              | 1972 | studioalbum     | Tamla 319                             |
| Innervisions                              | 1972 | studioalbum     | Tamla 326                             |
| Fulfillingness' First Finale              | 1974 | studioalbum     | Tamla 326                             |
| Songs in the Key of Life                  | 1976 | studioalbum     | Tamla 340                             |
| Looking Back                              | 1977 | compilatiealbum | Motown M804-LP3                       |
| Journey Through the Secret Life of Plants | 1979 | soundtrack      | Tamla T13-371C2                       |
| Hotter Than July                          | 1980 | studioalbum     | Tamla 373                             |
| Stevie Wonder's Original Musiquarium I    | 1982 | compilatiealbum | Tamla 6002                            |
| The Woman in Red                          | 1984 | soundtrack      | Motown 6108                           |
| In Square Circle                          | 1985 | studioalbum     | Tamla 3746361342                      |
| Love Songs: 20 Classic Hits               | 1985 | compilatiealbum | Tamla MCD 0950MD                      |
| Essential Stevie Wonder                   | 1987 | compilatiealbum | Motown 530 047-2                      |
| Characters                                | 1987 | studioalbum     | Motown 6248                           |
| Music from the Movie "Jungle Fever"       | 1991 | soundtrack      | Motown 374636291-2                    |
| Conversation Peace                        | 1995 | studioalbum     | Motown 314530238-2                    |
| Natural Wonder                            | 1995 | livealbum       | Motown 314530546                      |
| Song Review: A Greatest Hits Collection   | 1996 | compilatiealbum | Motown 530767                         |
| At the Close of a Century                 | 1999 | compilatiealbum | Motown 012 153 992-2                  |
| The Definitive Collection                 | 2002 | compilatiealbum | UTV Records/Motown 066503-2, 066504-3 |
| A Time to Love                            | 2005 | studioalbum     | Motown B0002402-2                     |

### Singles
| Titel                                                                  | Schrijver(s) A-kant                                   | B-kant                                                          | Schrijver(s) B-kant                              | Jaar | Serienummer                        |
| ---------------------------------------------------------------------- | ----------------------------------------------------- | --------------------------------------------------------------- | ------------------------------------------------ | ---- | ---------------------------------- |
| "I Call It Pretty Music, but the Old People Call It the Blues, part 1" | Berry Gordy, Clarence Paul                            | "I Call It Music, but the Old People Call It the Blues, part 2" | idem                                             | 1962 | Tamla 54061                        |
| "Little Water Boy"                                                     | Clarence Paul, Stephen Judkins                        | "La La La La La"                                                | Clarence Paul                                    | 1962 | Tamla 54070                        |
| "Contract on Love"                                                     | Janie Bradford, Lamont Dozier, Brian Holland          | "Sunset"                                                        | Clarence Paul, Stephen Judkins                   | 1962 | Tamla 54074                        |
| "Fingertips, part 1"                                                   | Clarence Paul, Henry Cosby                            | "Fingertips, part 2"                                            | idem                                             | 1963 | Tamla 54080                        |
| "Workout Stevie, Workout"                                              | Clarence Paul, Henry Cosby                            | "Monkey Talk"                                                   | Clarence Paul                                    | 1963 | Tamla 54086                        |
| "Castles in the Sand"                                                  | Hal Davis, Frank Wilson, Marc Gordon, Mary M. O'Brien | "Thank You (for Loving Me All the Way)"                         | Clarence Paul, Eddie Holland, William Stevenson  | 1964 | Tamla 54090                        |
| "Hey Harmonica Man"                                                    | Marty Cooper, Lou Josie                               | "This Little Girl"                                              | Henry Cosby, Eddie Holland, William Stevenson    | 1964 | Tamla 54096                        |
| "Happy Street"                                                         | Ben Peters                                            | "Sad Boy"                                                       | Dorsey Burnette, Gerald Nelson                   | 1964 | Tamla 54103                        |
| "Kiss Me Baby"                                                         | Clarence Paul, Stevie Judkins                         | "Tears in Vain"                                                 | Clarence Paul                                    | 1965 | Tamla 54114                        |
| "High Heel Sneakers"                                                   | Robert Higginbotham                                   | "Funny How Time Slips Away"                                     | Willie Nelson                                    | 1965 | Tamla 54119                        |
| "High Heel Sneakers"                                                   | Robert Higginbotham                                   | "Music Talk"                                                    | Ted Hull, Wonder, Clarence Paul                  | 1965 | Tamla 54119                        |
| "Uptight (Everything's Alright)"                                       | Sylvia Moy, Henry Cosby, Wonder                       | "Purple Rain Drops"                                             | Ted Hull                                         | 1965 | Tamla 54124                        |
| "Nothing's Too Good for My Baby"                                       | Sylvia Moy, Henry Cosby, William Stevenson            | "With a Child's Heart"                                          | Vicki Basemore, Henry Cosby, Sylvia Moy          | 1966 | Tamla 54130                        |
| "Blowin' in the Wind"                                                  | Bob Dylan                                             | "Ain't that Asking for Trouble"                                 | Clarence Paul, Wonder, Sylvia Moy                | 1966 | Tamla 54136                        |
| "A Place in the Sun"                                                   | Ron Miller, Bryan Wells                               | "Sylvia"                                                        | Sylvia Moy, Henry Cosby, Wonder                  | 1966 | Tamla 54139                        |
| "Someday at Christmas"                                                 | Ron Miller, Bryan Wells                               | "The Miracles of Christmas"                                     | Aurora Miller, Ron Miller                        | 1966 | Tamla 54142                        |
| "Travelin' Man"                                                        | Ron Miller, Bryan Wells                               | "Hey Love"                                                      | Clarence Paul, Morris Broadnax, Wonder           | 1967 | Tamla 54147                        |
| "I Was Made to Love Her"                                               | Henry Cosby, Lula Hardaway, Wonder, Sylvia Moy        | "Hold Me"                                                       | Morris Broadnax, Wonder, Clarence Paul           | 1967 | Tamla 54151                        |
| "I'm Wondering"                                                        | Sylvia Moy, Henry Cosby                               | "Every Time I See You I Go Wild"                                | Henry Cosby, Sylvia Moy, Wonder                  | 1967 | Tamla 54157                        |
| "Shoo-Be-Doo-Be-Doo-Da-Day"                                            | Sylvia Moy, Wonder, Henry Cosby                       | "Why Don't You Lead Me to Love"                                 | Henry Cosby, Lula Hardaway, Sylvia Moy, Wonder   | 1968 | Tamla 54165                        |
| "You Met Your Match"                                                   | Don Hunter, Wonder, Lula Hardaway                     | "My Girl"                                                       | William Robinson, Ronald White                   | 1968 | Tamla 54168                        |
| "Alfie"                                                                | Hal David, Burt Bacharach                             | "More Than a Dream"                                             | Henry Cosby, Wonder                              | 1968 | Gordy 7076                         |
| "For Once in My Life"                                                  | Ron Miller, Orlando Murden                            | "Angie Girl"                                                    | Sylvia Moy, Wonder, Henry Cosby                  | 1968 | Tamla 54174                        |
| "I Don't Know Why"                                                     | Don Hunter, Lula Hardaway, Wonder, Paul Riser         | "My Cherie Amour"                                               | Henry Cosby, Sylvia Moy, Wonder                  | 1969 | Tamla 54180                        |
| "Yester-Me, Yester-You, Yesterday"                                     | Ron Miller, Bryan Wells                               | "I'd Be a Fool Right Now"                                       | Henry Cosby, Wonder, Sylvia Moy                  | 1969 | Tamla 54180                        |
| "Never Had a Dream Come True"                                          | Wonder, Henry Cosby, Sylvia Moy                       | "Somebody Knows, Somebody Cares"                                | Henry Cosby, Lula Hardaway, Sylvia Moy, Wonder   | 1970 | Tamla 54191                        |
| "Signed, Sealed, Delivered I'm Yours"                                  | Wonder, Lee Garrett, Syreeta Wright, Lula Hardaway    | "I'm More Than Happy (I'm Satisfied)"                           | Henry Cosby, Cornelius Grant, Sylvia Moy, Wonder | 1970 | Tamla Motown – 5C 006-91627        |
| "Heaven Help Us All"                                                   | Ron Miller                                            | "I Gotta Have a Song"                                           | Wonder, Don Hunter, Lula Hardaway, Paul Riser    | 1970 | Tamla 54200                        |
| "We Can Work It Out"                                                   | John Lennon, Paul McCartney                           | "Neverd Dreamed You'd Leave in Summer"                          | Syreeta Wright, Wonder                           | 1971 | Tamla 54202                        |
| "If You Really Love Me"                                                | Wonder, Syreeta Wright                                | "Think of Me as Your Soldier"                                   | Wonder, Syreeta Wright                           | 1971 | Tamla 54208                        |
| "What Christmas Means to Me"                                           | Anna Gaye, Horgay Gordy, Shadee Hasan                 | "Bedtime for Toys"                                              | Ron Miller, Orlando Murden                       | 1971 | Tamla 54214                        |
| "Superwoman (Where Were You When I Needed You)"                        | Wonder                                                | "I Love Every Little Thing about You"                           | Wonder                                           | 1972 | Tamla 54216                        |
| "Keep On Running"                                                      | Wonder                                                | "Evil"                                                          | Wonder, Yvonne Wright                            | 1972 | Tamla 54223                        |
| "Superstition"                                                         | Wonder                                                | "You've Got It Bad Girl"                                        | Yvonne Wright, Wonder                            | 1972 | Tamla 54226                        |
| "You Are the Sunshine of My Life"                                      | Wonder                                                | "Tuesday Heartbreak"                                            | Wonder                                           | 1973 | Tamla 54232                        |
| "Higher Ground"                                                        | Wonder                                                | "Too High"                                                      | Wonder                                           | 1973 | Tamla 54235                        |
| "Living for the City"                                                  | Wonder                                                | "Visions"                                                       | Wonder                                           | 1973 | Tamla 54242                        |
| "Don't you worry 'bout a thing"                                        | Wonder                                                | "Blame It On the Sun"                                           | Syreeta Wright, Wonder                           | 1974 | Tamla 54245                        |
| "You Haven't Done Nothin'"                                             | Wonder                                                | "Big Brother"                                                   | Wonder                                           | 1974 | Tamla 54252                        |
| "Boogie on Reggae Woman"                                               | Wonder                                                | "Seems So Long"                                                 | Wonder                                           | 1974 | Tamla 54254                        |
| "I Wish"                                                               | Wonder                                                | "You and I"                                                     | Wonder                                           | 1976 | Tamla 54274                        |
| "Sir Duke"                                                             | Wonder                                                | "He's Misstra Know-It-All"                                      | Wonder                                           | 1977 | Tamla 54281                        |
| "Another Star"                                                         | Wonder                                                | "Creepin'"                                                      | Wonder                                           | 1977 | Tamla 54286                        |
| "As"                                                                   | Wonder                                                | "Contusion"                                                     | Wonder                                           | 1977 | Tamla 54291                        |
| "Pops, We Love You" (met Diana Ross, Marvin Gaye en Smokey Robinson)   | Marylin McLeod, Pamela Sawyer                         | "Pops, We Love You" (instrumentale versie)                      | Marylin McLeod, Pamela Sawyer                    | 1978 | Motown 1455                        |
| "Send One Your Love"                                                   | Wonder                                                | "Send One Your Love' (instr. versie)                            | Wonder                                           | 1979 | Tamla 54303                        |
| "Outside My Window"                                                    | Wonder                                                | "Same Old Story"                                                | Wonder                                           | 1980 | Tamla 54308                        |
| "Master Blaster (Jammin')"                                             | Wonder                                                | "Master Blaster (Dub)"                                          | Wonder                                           | 1980 | Tamla 54317                        |
| "I Ain't Gonna Stand for It"                                           | Wonder                                                | "Knocks Me Off My Feet"                                         | Wonder                                           | 1980 | Tamla 54320                        |
| "Lately"                                                               | Wonder                                                | "If It's Magic"                                                 | Wonder                                           | 1981 | Tamla 54323                        |
| "Happy Birthday"                                                       | Wonder                                                | "Happy Birthday (sing along version)"                           | Wonder                                           | 1981 | Tamla 54323                        |
| "Did I Hear You Say You Love Me"                                       | Wonder                                                | "As If You Read My Mind"                                        | Wonder                                           | 1981 | Tamla 54328                        |
| "That Girl"                                                            | Wonder                                                | "All I Do (Is Think about You)"                                 | Wonder, Morris Broadnax, Clarence Paul           | 1981 | Tamla 1602                         |
| "Ebony and Ivory" (met Paul McCartney)                                 | Paul McCartney                                        | "Rainclouds" (Paul McCartney solo)                              | Paul McCartney                                   | 1982 | Parlophone 12R 6054/Columbia 02860 |
| "Do I Do"                                                              | Wonder                                                | "Rocket Love"                                                   | Wonder                                           | 1982 | Tamla 1612                         |
| "Ribbon in the Sky"                                                    | Wonder                                                | "Black Orchid"                                                  | Wonder, Yvonne Wright                            | 1982 | Tamla 1639                         |
| "Used to Be" (met Charlene)                                            | Ron Miller, Ken Hirsch                                | "I Want to Come Back as a Song" (Charlene solo)                 | Ron Miller                                       | 1982 | Motown 1650                        |
| "I Just Called to Say I Love You"                                      | Wonder                                                | "I Just Called to Say I Love You" (instr. versie)               | Wonder                                           | 1984 | Motown 1745                        |
| "Love Light in Flight"                                                 | Wonder                                                | "It's More Than You"                                            | Ben Bridges                                      | 1984 | Motown 1769                        |
| "Don't Drive Drunk"                                                    | Wonder                                                | "Did I Hear You Say You Love Me"                                | Wonder                                           | 1984 | Motown 4527MG                      |
| "We Are the World" (in het kader van USA for Africa)                   | Michael Jackson, Lionel Richie                        | "Grace" (Quincy Jones solo)                                     | Quincy Jones, Jeremy Lubbock                     | 1985 | Columbia 04839                     |
| "Part-Time Lover"                                                      | Wonder                                                | "Part-Time Lover" (instr. versie)                               | Wonder                                           | 1985 | Tamla 1808                         |
| "That's What Friends Are For" (met Dionne Warwick e.a.)                | Burt Bacharach, Carole Bayer Sager                    | "Two Ships Passing in the Night" (Dionne Warwick solo)          | Dionne Warwick                                   | 1985 | Arista 9422                        |
| "Go Home"                                                              | Wonder                                                | "Go Home" (instr. versie)                                       | Wonder                                           | 1985 | Tamla 1817                         |
| "Overjoyed"                                                            | Wonder                                                | "Overjoyed" (instr. versie)                                     | Wonder                                           | 1986 | Tamla 1832                         |
| "Land of La La"                                                        | Wonder                                                | "Land of La La" (instr. versie)                                 | Wonder                                           | 1986 | Tamla 1846                         |
| "Skeletons"                                                            | Wonder                                                | "Skeletons" (instr. versie)                                     | Wonder                                           | 1987 | Motown 1907                        |
| "You Will Know"                                                        | Wonder                                                | "You Will Know" (instr. versie)                                 | Wonder                                           | 1987 | Motown 1919                        |
| "Get It" (met Michael Jackson)                                         | Wonder                                                | "Get It" (instr. versie)                                        | Wonder                                           | 1988 | Motown 4604                        |
| "My Love" (met Julio Iglesias)                                         | Wonder                                                | "Words and Music" (Julio Iglesias solo)                         | Clifton Magness, Mark Edward Vicha               | 1988 | Columbia 07718                     |
| "My Eyes Don't Cry"                                                    | Wonder                                                | "My Eyes Don't Cry" (instr. versie)                             | Wonder                                           | 1988 | Motown 1946                        |
| "With Each Beat of My Heart"                                           | Wonder                                                | "With Each Beat of My Heart" (instr. versie)                    | Wonder                                           | 1989 | Motown 1953                        |
| "Keep Our Love Alive"                                                  | Wonder                                                | "Feeding Off the Love of the Land"                              | Wonder                                           | 1990 | Motown 1990                        |
| "Gotta Have You"                                                       | Wonder                                                | "Feeding Off the Love of the Land"                              | Wonder                                           | 1991 | Motown 2081                        |
| "Fun Day"                                                              | Wonder                                                | "Fun Day" (instr. versie)                                       | Wonder                                           | 1991 | Motown 2127                        |
| "These Three Words"                                                    | Wonder                                                | "These Three Words" (instr. versie)                             | Wonder                                           | 1991 | Motown 2127                        |
| "We Didn't Know" (met Whitney Houston)                                 | Wonder                                                | "Lover for Live" (Whitney Houston solo)                         | Sam L. Dees                                      | 1992 | Arista 12420                       |
| "For Your Love"                                                        | Wonder                                                | "For Your Love" (instr. versie)                                 | Wonder                                           | 1995 | Motown 0290                        |
| "Tomorrow Robins Will Sing"                                            | Wonder, Edley Shine                                   | -                                                               | -                                                | 1995 | Motown 0356                        |
| "Treat Myself"                                                         | Wonder, Stephanie Andrews                             | -                                                               | -                                                | 1995 | Motown 0436                        |
| "Kiss Lonely Goodbye"                                                  | Wonder                                                | -                                                               | -                                                | 1996 | Motown 0476                        |

## Hitnoteringen

### Albums
| Album met eventuele hitnotering(en) in de Nederlandse Album Top 100 | Datum van verschijnen | Datum van binnenkomst | Hoogste positie | Aantal weken | Opmerkingen   |
| ------------------------------------------------------------------- | --------------------- | --------------------- | --------------- | ------------ | ------------- |
| Talking book                                                        | 27-10-1972            | -                     |                 |              |               |
| Innervisions                                                        | 1974                  | 07-09-1974            | 24              | 5            |               |
| Fulfillingness' first finale                                        | 1974                  | 07-09-1974            | 24              | 8            |               |
| Songs in the key of life                                            | 1976                  | 16-10-1976            | 2               | 47           |               |
| Journey through the secret life of plants                           | 1979                  | 10-11-1979            | 7               | 15           |               |
| Hotter than july                                                    | 1980                  | 25-10-1980            | 4               | 12           |               |
| Original musiquarium 1                                              | 1982                  | 29-05-1982            | 13              | 11           | Verzamelalbum |
| The woman in red                                                    | 1984                  | 22-09-1984            | 4               | 17           | Soundtrack    |
| Lovesongs                                                           | 1985                  | 23-02-1985            | 33              | 13           | Verzamelalbum |
| In square circle                                                    | 1985                  | 28-09-1985            | 9               | 11           |               |
| Characters                                                          | 1987                  | 28-11-1987            | 32              | 6            |               |
| Jungle fever                                                        | 1991                  | 15-06-1991            | 60              | 4            | Soundtrack    |
| Conversation peace                                                  | 1995                  | 25-03-1995            | 21              | 10           |               |
| Song review (A greatest hits collection)                            | 1996                  | 07-12-1996            | 27              | 14           | Verzamelalbum |
| The definitive collection                                           | 2003                  | 08-02-2003            | 71              | 8            |               |
| A time 2 Love                                                       | 2005                  | 22-10-2005            | 51              | 10           |               |
| Number ones                                                         | 2007                  | 10-11-2007            | 63              | 4            | Verzamelalbum |

| Album met hitnotering(en) in de Vlaamse Ultratop 200 albums | Datum van verschijnen | Datum van binnenkomst | Hoogste positie | Aantal weken | Opmerkingen   |
| ----------------------------------------------------------- | --------------------- | --------------------- | --------------- | ------------ | ------------- |
| Song review (A greatest hits collection)                    | 1996                  | 07-12-1996            | 23              | 12           | Verzamelalbum |

### Singles
| Single met eventuele hitnotering(en) in de Nederlandse Top 40 | Datum van verschijnen | Datum van binnenkomst | Hoogste positie | Aantal weken | Opmerkingen |
| ------------------------------------------------------------- | --------------------- | --------------------- | --------------- | ------------ | --- |
| Blowin' in the wind                                           | 1966                  | 10-09-1966            | 9               | 10           | Nr. 8 in de Hilversum 3 Top 30                                                                                       |
| A place in the sun                                            | 1966                  | 10-12-1966            | 22              | 7            | |
| I was made to love her                                        | 1967                  | 05-08-1967            | 24              | 8            | |
| I'm wondering                                                 | 1967                  | 18-11-1967            | 25              | 4            | |
| Shoo-be-doo-be-doo-da-day                                     | 1968                  | 11-05-1968            | tip             | -            | |
| I don't know why (I love you)                                 | 1969                  | 03-05-1969            | 22              | 5            | Nr. 20 in de Hilversum 3 Top 30                                                                                      |
| My cherie amour                                               | 1969                  | 27-09-1969            | tip             | -            | |
| Yester-Me, Yester-You, Yesterday                              | 1969                  | 22-11-1969            | 6               | 9            | Nr. 2 in de Hilversum 3 Top 30 / Alarmschijf                                                                         |
| Never had a dream come true                                   | 1970                  | 21-03-1970            | 20              | 4            | Nr. 15 in de Hilversum 3 Top 30                                                                                      |
| Signed, sealed, delivered I'm yours                           | 1970                  | 01-08-1970            | tip             | -            | |
| If you really love me                                         | 1972                  | 11-03-1972            | tip19           | -            | |
| Superstition                                                  | 1973                  | 03-02-1973            | 12              | 6            | Nr. 10 in de Hilversum 3 Top 30                                                                                      |
| You are the sunshine of my life                               | 1973                  | 26-05-1973            | 32              | 4            | Nr. 23 in de Hilversum 3 Top 30                                                                                      |
| Higher ground                                                 | 1973                  | 06-10-1973            | 33              | 3            | Nr. 28 in de Hilversum 3 Top 30                                                                                      |
| Don't you worry 'bout a thing                                 | 1974                  | 15-06-1974            | 22              | 5            | Nr. 19 in de Nationale Hitparade                                                                                     |
| You haven't done nothin'                                      | 1974                  | 19-10-1974            | 28              | 3            | met The Jackson 5 / Nr. 28 in de Nationale Hitparade                                                                 |
| I wish                                                        | 1977                  | 08-01-1977            | 4               | 9            | Nr. 4 in de Nationale Hitparade                                                                                      |
| Sir Duke                                                      | 1977                  | 30-04-1977            | 21              | 5            | Nr. 19 in de Nationale Hitparade                                                                                     |
| Another star                                                  | 1977                  | 17-09-1977            | 13              | 5            | Nr. 13 in de Nationale Hitparade                                                                                     |
| Pops we love you (A tribute to father)                        | 1979                  | 24-02-1979            | tip18           | -            | met Diana Ross, Marvin Gaye en Smokey Robinson                                                                       |
| Send one your love                                            | 1979                  | 10-11-1979            | tip15           | -            | Nr. 45 in de Nationale Hitparade / Nr. 37 in de TROS Top 50                                                          |
| Master blaster (Jammin')                                      | 1980                  | 13-09-1980            | 2               | 13           | Nr. 2 in de Nationale Hitparade / Nr. 4 in de TROS Top 50                                                            |
| I ain't gonna stand for it                                    | 1981                  | 07-03-1981            | 31              | 3            | Nr. 29 in de Nationale Hitparade                                                                                     |
| Lately                                                        | 1981                  | 04-04-1981            | tip5            | -            | Nr. 36 in de Nationale Hitparade                                                                                     |
| Happy Birthday                                                | 1981                  | 08-08-1981            | 10              | 7            | Nr. 12 in de Nationale Hitparade                                                                                     |
| That girl                                                     | 1982                  | 16-01-1982            | tip11           | -            | Nr. 42 in de Nationale Hitparade                                                                                     |
| Ebony and ivory                                               | 1982                  | 10-04-1982            | 3               | 9            | met Paul McCartney / Veronica Alarmschijf Hilversum 3 / Nr. 3 in de Nationale Hitparade en TROS Top 50               |
| Do I do                                                       | 1982                  | 19-06-1982            | 22              | 4            | Nr. 25 in de Nationale Hitparade                                                                                     |
| I just called to say I love you                               | 1984                  | 25-08-1984            | 1(3wk)          | 17           | Hit van het jaar 1984 / Nr. 1 in de Nationale Hitparade en TROS Top 50 / TROS Paradeplaat Hilversum 3                |
| Don't drive drunk                                             | 1984                  | 19-01-1985            | 30              | 5            | Nr. 20 in de Nationale Hitparade                                                                                     |
| Part time lover                                               | 1985                  | 14-09-1985            | 11              | 8            | Nr. 17 in de Nationale Hitparade                                                                                     |
| That's what friends are for                                   | 1985                  | 09-11-1985            | 11              | 9            | met Dionne Warwick, Elton John & Gladys Knight / Veronica Alarmschijf Hilversum 3 / Nr. 13 in de Nationale Hitparade |
| Skeletons                                                     | 1987                  | 17-10-1987            | tip8            | -            | Nr. 72 in de Nationale Hitparade Top 100                                                                             |
| Get it                                                        | 1988                  | 21-05-1988            | 14              | 5            | met Michael Jackson / Nr. 24 in de Nationale Hitparade Top 100                                                       |
| My love                                                       | 1988                  | 11-06-1988            | 17              | 6            | met Julio Iglesias / Nr. 16 in de Nationale Hitparade Top 100                                                        |
| Free                                                          | 1989                  | 20-05-1989            | 18              | 5            | Veronica Alarmschijf Radio 3 / Nr. 20 in de Nationale Hitparade Top 100                                              |
| Keep our love alive                                           | 1990                  | 20-10-1990            | tip7            | -            | Nr. 31 in de Nationale Top 100                                                                                       |
| For your love                                                 | 1995                  | 04-03-1995            | tip9            | -            | Nr. 43 in de Mega Top 50                                                                                             |
| How Come, How Long                                            | 1997                  | 31-05-1997            | 2               | 13           | met Babyface / Alarmschijf / Nr. 2 in de Mega Top 100                                                                |
| Gone too soon                                                 | 1997                  | -                     |                 |              | met Babyface / Nr. 98 in de Mega Top Top 100                                                                         |
| True to Your Heart                                            | 1998                  | 28-11-1998            | 15              | 8            | met 98 Degrees / Nr. 16 in de Mega Top 100                                                                           |
| Signed, sealed, delivered I'm yours (Nieuwe versie)           | 2003                  | 27-12-2003            | 11              | 9            | met Blue en Angie Stone / Alarmschijf / Nr. 16 in de Single Top 100                                                  |
| What a Wonderful World                                        | 2004                  | -                     |                 |              | met Rod Stewart / Nr. 85 in de Single Top 100                                                                        |
| So What the Fuss                                              | 2005                  | 07-05-2005            | tip7            | -            | Nr. 82 in de Single Top 100                                                                                          |
| Positivity                                                    | 2005                  | -                     |                 |              | met Aisha Morris / Nr. 97 in de Single Top 100                                                                       |
| Faith                                                         | 2016                  | 17-12-2016            | tip15           | -            | met Ariana Grande |

| Single met hitnotering(en) in de Vlaamse Ultratop 50 | Datum van verschijnen | Datum van binnenkomst | Hoogste positie | Aantal weken | Opmerkingen                                    |
| ---------------------------------------------------- | --------------------- | --------------------- | --------------- | ------------ | ---------------------------------------------- |
| Yester-Me, Yester-You, Yesterday                     | 1969                  | 10-01-1970            | 7               | 7            |                                                |
| Superstition                                         | 1973                  | 24-02-1973            | 16              | 4            |                                                |
| I wish                                               | 1977                  | 29-01-1977            | 10              | 8            |                                                |
| Sir Duke                                             | 1977                  | 14-05-1977            | 22              | 3            |                                                |
| Master blaster (Jammin')                             | 1980                  | 20-09-1980            | 3               | 14           |                                                |
| Happy birthday                                       | 1981                  | 29-08-1981            | 13              | 6            |                                                |
| That girl                                            | 1982                  | 06-02-1982            | 20              | 6            |                                                |
| Ebony and ivory                                      | 1982                  | 24-04-1982            | 2               | 11           | met Paul McCartney                             |
| Do I do                                              | 1982                  | 03-07-1982            | 32              | 2            |                                                |
| I just called to say I love you                      | 1984                  | 01-09-1984            | 1(8wk)          | 22           |                                                |
| Love light in flight                                 | 1984                  | 29-12-1984            | 27              | 2            |                                                |
| Part time lover                                      | 1985                  | 21-09-1985            | 1(1wk)          | 10           |                                                |
| That's what friends are for                          | 1985                  | 23-11-1985            | 10              | 8            | met Dionne Warwick, Elton John & Gladys Knight |
| Go home                                              | 1985                  | 21-12-1985            | 25              | 2            |                                                |
| Overjoyed                                            | 1986                  | 15-03-1986            | 33              | 1            |                                                |
| Skeletons                                            | 1987                  | 26-12-1987            | 36              | 1            |                                                |
| Get it                                               | 1988                  | 21-05-1988            | 15              | 6            | met Michael Jackson                            |
| My love                                              | 1988                  | 18-06-1988            | 8               | 11           | met Julio Iglesias                             |
| Free                                                 | 1989                  | 03-06-1989            | 26              | 3            |                                                |
| How come how long                                    | 1997                  | 02-08-1997            | 15              | 14           | met Babyface                                   |
| True to your heart                                   | 1998                  | 23-01-1999            | 31              | 4            | met 98 Degrees                                 |
| Signed, sealed, delivered I'm yours (Nieuwe versie)  | 2003                  | 03-01-2004            | 38              | 7            | met Blue en Angie Stone                        |
| California roll                                      | 2015                  | 18-07-2015            | tip22           | -            | met Snoop Dogg                                 |
| Someday at Christmas                                 | 2015                  | 19-12-2015            | tip93           | -            | met Andra Day                                  |
| Faith                                                | 2016                  | 17-12-2016            | tip39           | -            | met Ariana Grande                              |

### NPO Radio 2 Top 2000
| Nummers met noteringen in de NPO Radio 2 Top 2000           | '99  | '00  | '01  | '02  | '03  | '04  | '05  | '06  | '07  | '08  | '09  | '10  | '11  | '12  | '13  | '14  | '15  | '16  | '17  | '18  | '19  | '20  | '21  | '22  | '23  | '24  |
| ----------------------------------------------------------- | ---- | ---- | ---- | ---- | ---- | ---- | ---- | ---- | ---- | ---- | ---- | ---- | ---- | ---- | ---- | ---- | ---- | ---- | ---- | ---- | ---- | ---- | ---- | ---- | ---- | ---- |
| As                                                          | -    | -    | -    | -    | -    | -    | -    | -    | 1467 | -    | 1291 | 1318 | 1163 | 1507 | 1062 | 1546 | 1881 | 1897 | 1893 | 1970 | -    | 1707 | -    | -    | -    | 1859 |
| Don't you worry 'bout a thing                               | -    | -    | -    | -    | -    | -    | 1971 | -    | -    | -    | -    | 1736 | -    | -    | -    | -    | -    | -    | -    | -    | -    | -    | -    | -    | -    | -    |
| Ebony and Ivory (met Paul McCartney)                        | 890  | 1488 | -    | 1900 | -    | -    | -    | -    | -    | -    | -    | -    | -    | -    | -    | -    | -    | -    | -    | -    | -    | -    | -    | -    | -    | -    |
| Happy Birthday                                              | 1609 | -    | -    | -    | -    | -    | -    | -    | -    | -    | -    | -    | -    | -    | -    | -    | -    | -    | -    | -    | -    | -    | -    | -    | -    | -    |
| How Come, How Long (met Kenneth Brian Edmonds)              | 887  | 1438 | -    | 1857 | -    | -    | -    | -    | -    | -    | -    | -    | -    | -    | -    | -    | -    | -    | -    | -    | -    | -    | -    | -    | -    | -    |
| I Just Called to Say I Love You                             | 366  | 654  | 871  | 1071 | 1420 | 1055 | 1104 | 1127 | 1245 | 1141 | 1579 | 1504 | 1525 | 1998 | -    | -    | -    | -    | -    | -    | -    | -    | -    | -    | -    | -    |
| I Wish                                                      | 711  | 829  | 1157 | 726  | 1135 | 807  | 1093 | 1119 | 1107 | 1022 | 841  | 876  | 785  | 740  | 786  | 946  | 1172 | 899  | 1071 | 1183 | 1207 | 1319 | 1332 | 1482 | 1537 | 1431 |
| Isn't She Lovely?                                           | 682  | -    | 1339 | 1043 | 1073 | 759  | 787  | 746  | 823  | 800  | 1954 | 926  | 819  | 841  | 914  | 1183 | 1314 | 1118 | 1300 | 917  | 1206 | 1115 | 1143 | 1408 | 1466 | 1711 |
| Master Blaster (Jammin')                                    | -    | 823  | 1355 | 1516 | 1767 | 1790 | 1896 | -    | -    | -    | -    | -    | 1771 | 1653 | 1760 | 2000 | 1996 | 1909 | -    | 1741 | 1732 | 1485 | 1679 | 1965 | 1996 | -    |
| Sir Duke                                                    | 968  | 893  | 962  | 1323 | 1251 | 1256 | 1278 | 1198 | 1526 | 1286 | 1145 | 1058 | 922  | 1163 | 1039 | 1156 | 1277 | 1176 | 1393 | 1393 | 1402 | 1447 | 1427 | 1473 | 1623 | 1642 |
| Superstition                                                | 603  | 898  | 1102 | 949  | 1009 | 817  | 1124 | 1101 | 1188 | 1047 | 786  | 561  | 485  | 590  | 411  | 525  | 546  | 447  | 508  | 491  | 592  | 559  | 636  | 733  | 834  | 807  |
| Sweet Sounds of Heaven (met Lady Gaga & The Rolling Stones) | ×    | ×    | ×    | ×    | ×    | ×    | ×    | ×    | ×    | ×    | ×    | ×    | ×    | ×    | ×    | ×    | ×    | ×    | ×    | ×    | ×    | ×    | ×    | ×    | 754  | 739  |
| Yester-Me, Yester-You, Yesterday                            | 1830 | 1811 | -    | -    | -    | -    | -    | -    | -    | -    | -    | -    | -    | -    | -    | -    | -    | -    | -    | -    | -    | -    | -    | -    | -    | -    |
| You Are the Sunshine of My Life                             | 947  | -    | 1569 | 1510 | 1440 | 1704 | 1780 | 1631 | 1812 | 1664 | -    | 1566 | 1852 | -    | -    | -    | -    | -    | -    | -    | -    | -    | -    | -    | -    | -    |

1. ↑  Een '-' betekent dat het nummer niet was genoteerd, een '×' betekent dat het nummer nog niet was uitgebracht en een vetgedrukt getal geeft de hoogste notering van een nummer aan.

### Dvd's
| Dvd's met hitnoteringen in de Nederlandse Music Top 30 | Datum van verschijnen | Datum van binnenkomst | Hoogste positie | Aantal weken | Opmerkingen |
| ------------------------------------------------------ | --------------------- | --------------------- | --------------- | ------------ | ----------- |
| Live at last                                           | 2009                  | 14-03-2009            | 5               | 55           |             |